# خواكين فاليريو
خواكين فاليريو (بالإسبانية: Joaquín Enrique Valerio Olivera) هو لاعب كرة قدم إسباني في مركز حراسة المرمى، ولد في 12 يناير 1973 في بادالونا في إسبانيا. لعب مع بوليديبورتيفو إيخيذو وريال بيتيس وريال مدريد كاستيا وريال مدريد ونادي ألباسيتي ونادي ألميريا ونادي إلتشي ونادي إيركوليس ونادي تينيريفي.

## وصلات خارجية
- خواكين فاليريو على موقع قاعدة بيانات كرة القدم.إي يو (الإنجليزية)
- خواكين فاليريو على موقع Soccerway.com (الإنجليزية)